# 蘇什瑪·斯瓦拉傑
蘇什瑪·斯瓦拉傑（英語：Sushma Swaraj；1952年2月14日—2019年8月6日），是一名印度政治人物、律師、國會議員。她曾經擔任印度外交部的部长和多个部长級職位。
斯瓦拉傑是印度最受欢迎的政治领袖之一，经常在推特和人民交流。2019年，她因为健康问题而没有再度留任纳伦德拉·莫迪的内阁。同年8月6日晚上，她因为心搏停止而逝世并在7日以国葬规格举行葬礼。